# Odontocera darlingtoni
Odontocera darlingtoni är en skalbaggsart som beskrevs av Fisher 1930. Odontocera darlingtoni ingår i släktet Odontocera och familjen långhorningar. Inga underarter finns listade i Catalogue of Life.